# بنك أتلانتيك الوطني
بنك أتلانتيك الوطني كان مؤسسة مصرفية تقع في 17 شارع ناسو في الجزء الجنوبي من مانهاتن في نيويورك. تأسس عام 1853 كمؤسسة تابعة للولاية. ثم أصبح بنكًا وطنيًا بعد أن صوّت الكونغرس الأمريكي على تشريع يجيز إنشاء مثل هذه المؤسسات. في مارس 1856، اختاره مجلس قناة إيري ليكون جهة إيداع لعائدات رسوم القناة. أعلن البنك إفلاسه في أبريل 1873.